# ليندسي ماكيون
ليندسي ماكيون (بالإنجليزية: Lindsey McKeon)‏ هي ممثلة أمريكية، ولدت في 11 مارس 1982 في الولايات المتحدة. بدأت مشوارها المهني سنة 1995.

## أعمال

### مسلسلات
- إن سي آي إس
- فيرونيكا مارس
- هاوس

## وصلات خارجية
- ليندسي ماكيون على موقع IMDb (الإنجليزية)
- ليندسي ماكيون على موقع ألو سيني (الفرنسية)
- ليندسي ماكيون على موقع أول موفي (الإنجليزية)
- ليندسي ماكيون على موقع قاعدة بيانات الفيلم (الإنجليزية)
- ليندسي ماكيون على موقع كينوبويسك (الروسية)